# 미겔 앙헬 브린디시
미겔 앙헬 브린디시 데 마르코(스페인어: Miguel Ángel Brindisi de Marco, 1950년 10월 8일, 부에노스 아이레스 ~)는 아르헨티나의 축구 감독이자 전직 공격형 미드필더이다. 그는 1974년 월드컵에서 아르헨티나 국가대표팀 일원으로 참가했었고, 이후 감독일도 했다.

## 선수 경력

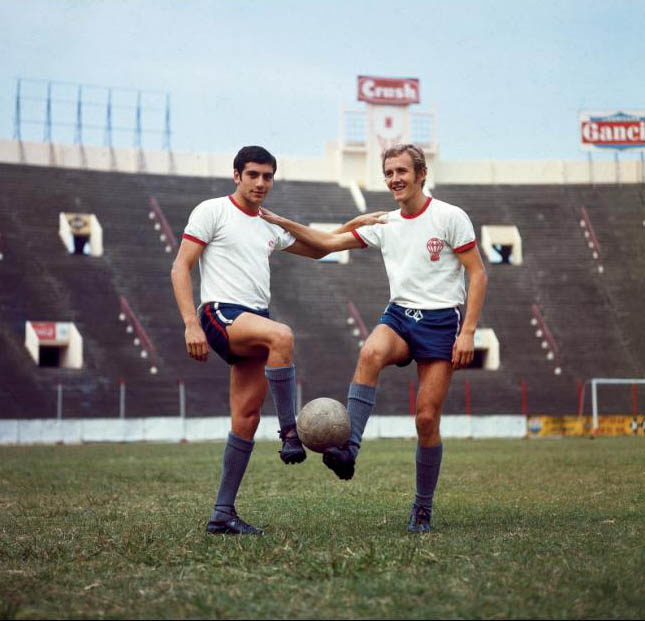
1973년, 우라칸의 주축 선수였던 브린디시(왼쪽)와 카를로스 바빙톤

부에노스 아이레스의 알마그로 동 출신인 브린디시는 두 차례 우라칸에서 현역 시절 대부분을 보냈지만, 스페인의 라스 팔마스와 우루과이의 나시오날, 그리고 아르헨티나 거함 보카 주니어스와 2부 리그 시절의 라싱 클루브에도 있었다. 라스 팔마스 시절, 그는 소속 구단의 코파 델 레이 결승행에도 일조했지만, 바르셀로나전 1-3 패배를 막기에는 역부족이었다.
브린디시는 아르헨티나 리그를 두 번 우승했는데, 첫 우승은 1973년 우라칸 소속으로 우승한 메트로폴리타노였다. 세사르 메노티가 이끌던 당시 우라칸은 아르헨티나 역사상 최고의 선수단으로도 손꼽히며 회자되는데, 브린디시가 레네 오우세만, 카를로스 바빙톤, 그리고 오마르 라로사와 함께 당시의 주축 선수였다.
아르헨티나 밖에서 몇 년을 보내기도 한 브린디시는 보카 주니어스에 입단하여 생애 1981년에 2번째 메트로폴리타노 우승을 거두었다. 실비오 마르솔리니가 이끌던 시절 브린디시는 디에고 마라도나와 호흡을 맞추어 소속 구단의 많은 골에 공헌했다.
브린디시는 1972년에 21골로 아르헨티나 1부 리그 메트로폴리타노 선수권의 득점왕에 오르기도 했다.
브린디시는 아르헨티나 국가대표팀 경기에 46번 출전하여 17골을 기록하기도 했다.

## 감독 경력
브린디시는 1986년에 알룸니 데 비야 마리아의 지휘봉을 잡으며 감독계에 입문했고, 이어서 과테말라의 무니시팔의 지휘봉을 잡고 리가 나시오날 데 과테말라를 1987년과 1988년에 연속으로 우승했다. 브린디시는 에콰도르의 바르셀로나 스포르팅을 이끌고 1989년과 1991년에 리그 우승을 거두었고, 1990년에 코파 리베르타도레스 결승행도 달성했다. 그는 이어서 스페인의 에스파뇰과 라스 팔마스를 거쳤다. 과테말라에서 몇 년을 머문 후, 그는 과테말라 국가대표팀 감독이 되어 1994년 월드컵 예선전에 참가했고, 1997년까지 임기를 맡았다. 브린디시는 1부 리그의 인데펜디엔테 감독이 되어 3차례 구단의 우승을 이끌었다: 클라우수라 1994, 수페르코파 수다메리카나 1994, 그리고 레코파 수다메리카나 1995. 브린디시는 이후 전 소속 구단이자 인데펜디엔테의 숙적 라싱 클루브의 감독과 우라칸의 감독을 역임했다. 브린디시는 2003년에 라누스 감독이 되었고, 2004년 7월에 보카 주니어스 감독을 맡았지만, 리버 플레이트에 패하면서 22경기 만에 사퇴했다. 그는 2005년에 코무니카시오네스의 감독이 되었다.
브린디시는 멕시코의 하구아레스 감독이 되었다가 2009년 5월 5일에 해임되었다.
2009년 9월, 그는 우라칸의 감독이 되었고, 2010-11 시즌에 심각한 강등 위기에 처하면서 사표를 제출했다.
2014년 11월, 그는 공석이 된 인도 국가대표팀 감독직에 관심을 표했다.

## 수상

### 선수
우라칸
- 아르헨티나 프리메라 디비시온: 1973 메트로폴리타노

보카 주니어스
- 아르헨티나 프리메라 디비시온: 1981 메트로폴리타노

개인
- 아르헨티나 프리메라 디비시온 득점왕: 1972 메트로폴리타노 (21골)
- 아르헨티나 올해의 축구 선수: 1973
- AFA 역대 최고의 선수단 (2015 선정)[9]

### 감독
무니시팔
- 리가 나시오날 데 과테말라: 1987, 1988

바르셀로나 스포르팅
- 캄페오나토 에콰토리아노 데 푸트볼: 1989, 1991

인데펜디엔테
- 아르헨티나 프리메라 디비시온: 1994 클라우수라
- 수페르코파 수다메리카나: 1994
- 레코파 수다메리카나: 1995